# Station Prostynia
Station Prostynia is een spoorwegstation in de Poolse plaats Prostynia.